# Státní smutek
Státní smutek je vyhlašován při příležitosti úmrtí nějaké pro stát významné osobnosti nebo k uctění obětí velké tragédie. O jeho vyhlášení rozhoduje obvykle hlava státu nebo vláda.
Dříve se vyhlašoval tzv. zemský smutek nebo dvorní smutek, pokud zemřel panovník, případně při úmrtí nějaké výjimečné osobnosti. Bývala zrušena všechna divadelní představení a jiné zábavy, zakázány byly hazardní hry, vlajky vlály na půl žerdi, kostelní zvony zvonily a státní úředníci a důstojníci nosili černé pásky.

## Česká republika
V České republice není státní smutek nijak zvláště právně regulován a lze jen dovodit, že o jeho vyhlášení rozhoduje vláda. Zákon rozlišuje dva druhy smutků, a sice den smutku a den státního smutku. Dále je stanoveno pak pouze to, že státní vlajky jsou v jeho den spuštěny na půl žerdi. Správně by měly být vlajky sníženy v 16 hodin předcházejícího dne a opětovně vytaženy v 8 hodin dne následujícího.
Doposud vláda vyhlásila státní smutky:
| Od                | Do                | Doba trvání (ve dnech) | Typ                 | Událost                                                                               |
| ----------------- | ----------------- | ---------------------- | ------------------- | ------------------------------------------------------------------------------------- |
| 14. září 2001     | 14. září 2001     | 1                      | den státního smutku | Uctění obětí teroristických útoků 11. září 2001.                                      |
| 5. ledna 2005     | 5. ledna 2005     | 1                      | den smutku          | Uctění obětí zemětřesení v jihovýchodní Asii.                                         |
| 8. dubna 2005     | 8. dubna 2005     | 1                      | den smutku          | Den pohřbu papeže Jana Pavla II.                                                      |
| 17. dubna 2010    | 18. dubna 2010    | 2                      | den smutku          | Uctění obětí havárie Tu-154 u Smolenska.                                              |
| 21. prosince 2011 | 23. prosince 2011 | 3                      | den státního smutku | Uctění památky prezidenta Václava Havla.                                              |
| 12. října 2019    | 12. října 2019    | 1                      | den státního smutku | Den pohřbu zpěváka Karla Gotta.                                                       |
| 3. února 2020     | 3. února 2020     | 1                      | den státního smutku | Uctění památky zesnulého předsedy Senátu Parlamentu České republiky Jaroslava Kubery. |
| 23. prosince 2023 | 23. prosince 2023 | 1                      | den státního smutku | Uctění památky zesnulých při střelbě na Filozofické fakultě Univerzity Karlovy.       |

## Československo
- 15.–21. září 1937 – k uctění památky prezidenta Tomáše Garrigue Masaryka[13][14]
- 11.–13. března 1948 – k uctění památky Jana Masaryka[15]
- 4.–10. září 1948 – k uctění památky prezidenta Edvarda Beneše[16]
- 9. března 1953 – k uctění památky diktátora Sovětského svazu Josifa Stalina
- 15.–19. března 1953 – k uctění památky prezidenta Klementa Gottwalda[13][14]
- 14.–18. listopadu 1957 – k uctění památky prezidenta Antonína Zápotockého[13][14]
- 24.–26. září 1979 – k uctění památky Ludvíka Svobody[13][14]
- 15. listopadu 1982 – Pohřeb nejvyššího představitele Sovětského svazu Leonida Brežněva[17]
- 14. února 1984 – Pohřeb nejvyššího představitele Sovětského svazu Jurije Andropova[17]
- 13. března 1985 – Pohřeb nejvyššího představitele Sovětského svazu Konstantina Černěnka[17]